# ハリー・オッペンハイマー

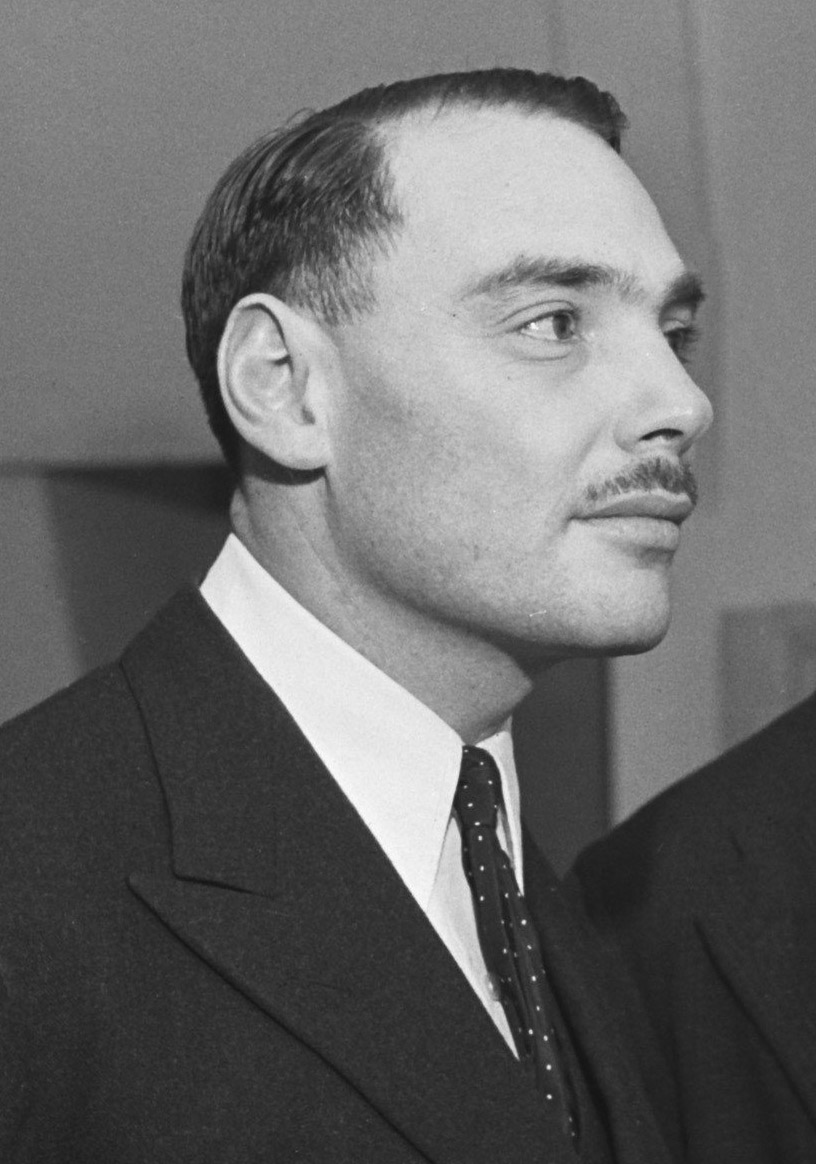
ハリー・フレデリック・オッペンハイマー (1945)

ハリー・フレデリック・オッペンハイマー（Harry Frederick Oppenheimer 1908年10月28日 – 2000年8月19日）は南アフリカの鉱山事業家。世界有数の大富豪。

## 来歴
鉱山事業家アーネスト・オッペンハイマーの息子として南アフリカのキンバリーに生まれる。家系はユダヤ系ドイツ人。生涯の大半をヨハネスブルグで過ごした。13歳の時、キンバリーのシナゴーグでユダヤ教の成人式（バル・ミツヴァー）を受けたことは、南アフリカのユダヤ人社会では広く知られている。
ヨハネスブルクで初等教育を終えた後、英国に送られて寄宿制のチャーターハウス校に入学。のちオクスフォード大学のクライストチャーチ・カレッジに進学。哲学と政治と経済を専攻し、1931年に卒業。
ブリジットとの結婚に際してアングリカン・コミュニオンの信徒となる。しかし、生涯を通じてユダヤ人の諸運動への支援者であり続けた。イスラエル建国以降は、自社のダイアモンドをイスラエルに輸出することを承認した。こうしてダイアモンドの選別と加工はイスラエルの重要産業となった。
反アパルトヘイト運動への支援者としても知られる。彼の事業は息子ニッキー・オッペンハイマーが継承している。